# Jef Bruyninckx
Jozef F. S. (Jef) Bruyninckx (Duffel, 13 d'agost de 1919 - Anvers, 15 de gener de 1995) va ser un important i popular actor i director de cinema i televisió  flamenc. Va ajudar a crear la producció de cinema flamenc i la Vlaamse Radio- en Televisieomroep, en la que va seguir jugant un paper important després.
Bruyninckx també va ensenyar muntatge a la Reial Acadèmia de Belles Arts de Gant.

## Actor
Després d'aparicions a companyies d'aficionats a Duffel i Lier, es va fer famós gràcies al paper protagonista a l'exitosa pel·lícula flamenca De Witte de Jan Vanderheyden (1934). Des de llavors, la majoria de persones l'han recordat com a "Jefke" Bruyninckx. A la següent sèrie de populars pel·lícules de Vanderheyden, sempre va interpretar un dels papers principals.
També va actuar com a convidat a la Koninklijke Nederlandse Schouwburg i a l 'Empire-Schouwburg, ambdues a Anvers. També va interpretar a la televisió en diversos programes d'entreteniment juvenil. A la sèrie juvenil de 1956 Jan Zonder Vrees va interpretar el paper de Dokus. Com a actor de cinema va aparèixer el 1986 a la pel·lícula Paniekzaaiers protagonitzada pel duet Gaston en Leo i dirigida per Patrick Le Bon.

## Director de cinema
Des de 1938 també va ser ajudant de director i ajudant d'edició de Jan Vanderheyden. Des de la dècada de 1940, també ha assistit en la direcció i edició amb altres directors, entre ells Edith Kiel i Emile-Georges De Meyst. Als anys cinquanta treballa amb Joris Diels i després amb Raoul Servais.
Als anys cinquanta i seixanta, Jef Bruyninckx va dirigir diversos documentals, curtmetratges i comèdies amb els actors Charles Janssens i Co Flower. Després que el Ministeri d'Economia li concedís una subvenció el 1952, va fundar el grup de producció Neptunus Film, que permetria a Bruyninckx rodar diverses pel·lícules.
Després d'un viatge d'estudis a Hollywood el 1954 amb Emile-Georges De Meyst i Charles Dekeukeleire, Bruyninckx va començar a una sèrie de cinc pel·lícules, amb les quals, però, va apuntar a un nivell més alt que les pel·lícules d'Edith Kiel. Per a la música va contractar Hans Flower. Oa seva primera pel·lícula com a director va ser De klucht van de brave moordenaar, basada en una obra de Jos Janssen, i amb guió coestcrit amb Joz Van Liempt. No obstant això, cada cop era més difícil assumir econòmicament els costos. Després de les produccions de Vanderheyden i Kiel, el període de producció d'aquest gènere de pel·lícules populars amb Jef Bruyninckx conclou a finals dels anys cinquanta.

## Director de televisió
El 1954 Bruyninckx, inicialment de forma autònoma, va començar a treballar per a la televisió flamenca, que es va fundar el 1953 (aleshores N.I.R.). Hi continuaria treballant com a tècnic i director durant la major part de la seva carrera, amb nombrosos programes d'entreteniment com Zeg maar Henk i Gaston en Leo. (del 1961 al 1984 amb contracte anual). També va ser director convidat habitual als Països Baixos.

## Filmografia
Jef Bruyninckx ha dirigit les següents pel·lícules:
- De klucht van de brave moordenaar (1956)
- Vuur, liefde en vitaminen (1956) seleccionada al Festival Internacional de Cinema de Sant Sebastià 1958[1]
- Wat doen we met de liefde? (1957)
- Het geluk komt morgen (1958)
- Vrijgezel met 40 kinderen (1958)
- De Ordonnans / At the Drop of a Head (1962)

Curtmetratges:
- De fantastische ronde (1957)
- Interdit aux chiens (1959)
- Sacha en vacances (1959)
- Sacha en ville (1962)

Documentals :
- Koning Voetbal (1956)
- De gouden gondel (1957)
- Voor elk wat wils (1958)
- Wakers aan de wereldpoort (1959)
- Terwijl de stad slaapt (1960)
- De stem der stilte (1965)